# NGC 3509
NGC 3509 este o interacțiune de galaxii situată în constelația Leul. A fost descoperită în 1786 de către William Herschel. Se află la o distanță de 111,14 megaparseci de Pământ.